# Henning Hammarlund
Henning Hammarlund, född 30 december 1857 i Varalöv, Strövelstorps socken, död 25 april 1922 i Båstad, var en svensk fabrikör, urmakare och författare. Han är känd som grundare av Halda Fickursfabrik, som senare också skulle tillverka taxametrar och skrivmaskiner. Han var bror till folkskolläraren och politikern Emil Hammarlund.

## Biografi
Redan som barn visade Hammarlund intresse för mekanik och förfärdigade efter tidningsbeskrivningar urkonstruktioner i trä. Hans yrkesmässiga liv inleddes på Helsingborgs Mekaniska Verkstad. Redan vid 18 års ålder hade han konstruerat och tillverkat två adderingsmaskiner. Den ena, som han gav bort, återfann han senare år 1885 i New York under namnet "Maddens adderingsmaskin". Han kom dock ganska snart i lära hos en urmakare i Ängelholm, och blev därefter urmakargesäll i Lund och Kristianstad. Hammarlund kom sedan att ägna ett år åt studier i Stockholm innan han gav sig ut på en resa 1879 för att vidareutbilda sig och uppleva världen, vilken skulle vara i hela sju år och föra honom till ett otal olika städer i Europa och USA. Våren 1879 besökte han Hamburg och stadens 400 urmakare för att söka arbete men fick nekande svar överallt. Samma gällde i Lübeck. Han beslöt sig för att äntra en ångbåt till Ryssland med destination Sankt Petersburg. När han på vägen kom till staden Reval (Tallin) vid midsommartid, beslöt han sig att försöka slå sig ner där och få ett arbete. Detta lyckades hos stadens största urmakare där Hammarlund arbetade några månader. På hösten reste han så till Sankt Petersburg och fick arbete hos det kejserliga hovets främsta urmakare. Här reparerades klockor till många dignitärer och ämbetsmän. Efter fyra månader reste Hammarlund till Moskva där han stannade i ett och ett halvt år. Här fick han på Nisjni-Novgorods marknad upp ögonen för att just ur från Europa var en stor importartikel. Hammarlund reste vidare via Warszawa till Wien och vidare till Berlin där han fick arbete hos stadens störste urhandlare. Våren 1882 reste Hammarlund till schweiziska kantonen Jura och fick arbete hos en fabrikant i Chaux de Fonds. Under sommar och höst arbetades det även i Locle och Genève där en grundlig genomgång av schweiziskt urmakeri genomgicks. På vintern gick resan till Paris. Sommaren 1883 begav sig Hammarlund till Geneve där hans långa utbildning avslutades med studier vid urmakarakademin i Genève, då världens förnämsta skola inom facket. Efter det åkte han tillbaka till Paris och arbetade där till 1885. I Paris deltog Hammarlund i ett par urmakartävlingar och vann pris för det ena arbetet med en guldmedalj och för det andra arbetet den högsta penningsumman som var utfäst. Henning Hammarlund var hela tiden en aktiv nykonstruktör och förbättrare av olika urkonstruktioner vilket ledde till erkännande ute i Europa både med olika priser vid utställningar och i fackpress. Hammarlund hade tidigare haft planer på att etablera en fickursfabrik i Sverige men ville först skaffa sig erfarenheter ifrån USA och Englands urtillverkningar. Så åren 1885 och 1886 var han 4 månader i London och arbetade i USA i bland annat Chicago och New York hos urmakare och urfabrikanter. Däremellan åkte han till Sverige några gånger för att hitta en lämplig plats för en fickursfabrik. Vid en av turerna till Sverige tog han vägen via Belgien till Holland och staden Amsterdam för att besöka ädelstenssliperierna som var viktiga för urmakare.
Han började söka efter en lämplig plats för sin fabrik och valde slutligen Svängsta i nuvarande Karlshamns kommun i Blekinge. En av anledningarna var den natursköna trakten som han upplevt vid klockfabrikerna i Schweiz och andra ställen i utlandet. I Svängsta fanns tillgång till järnväg, dessutom var tomtpriserna relativt billiga. Närheten till Karlshamn med dess hamn spelade säkerligen också en avgörande roll. Ett tre-våningshus av tegel uppfördes våren 1887 där smedjan, grovverkstaden, mörk härdkammare och materialrum var belägna i källaren. De andra våningarna innehöll arbetssalar och boningsrum. De första fickuren från Halda Fickursfabrik ("Halda" var en ordlek med bokstäver ur "Hammarlund"), Haldauren presenterades 1889. Det var emellertid inte bara fråga om tillverkning av själva fickuren, utan också om framställning av verktyg och maskiner för urfabrikationen. 80 maskiner blev uppställda för tillverkning av alla urdetaljerna, utom urtavlorna, där en del maskiner hade specialritade detaljer av Hammarlund. Framförallt var oron, eller balansen, speciellt framtagen för att klara temperaturväxlingar som kunde påverka urets prestanda för jämn gång. Idén togs ifrån kronometern med blandade metaller som kunde utvidga sig olika och även två öppningar i omkretsen som bidrar till bättre tyngdfördelning. Det fanns nämligen vid detta laget ingen annan sådan produktion av större mått i Sverige. 9 maj 1890 blev fabriken ett aktiebolag med vald styrelse i juni då Hammarlund ville få till stånd en utvidgning av fabriken med ökad tillverkning. Ny mark för utvidgning blev uppköpt och planerades en 40 fot lång fabrikssal och mindre fabrikssalar uppföras på området. Ett stycke från fabriken uppfördes även ett arbetarhem i tre våningar med 14 rum och stor samlingssal för arbetarna där olika aktiviteter kunde bedrivas som gymnastik, föreläsningar allmänna samkväm o.s.v. Även badrum för arbetarna byggdes. Hammarlund var också en av de få som avlönade lärlingar om de ansågs duktiga i jobbet. Henning Hammarlund kom att ha en patriarkalisk inställning till de anställda vid fabriken, vilket bl.a. tog sig uttryck i att han engagerade sig i deras boendeförhållanden och sociala liv utanför arbetsplatsen. Hans förhållningssätt gentemot arbetarna ledde emellertid också till att han lyckades stoppa dessa från att bilda en fackförening i samband med storstrejken 1909.
Under första världskriget, då fickursförsäljningen sjönk, inledde Henning Hammarlund offensiva satsningar på utbyggnad av fabriken för en beräknad marknad för skrivmaskiner efter krigets slut. Fabriken skulle då kriget var över stå klar med plats för 300 arbetare. Denna optimism delades dock inte av företagets långivare som i början av 1917 nekade vidare krediter. Detta ledde till att Hammarlund till sist blev tvungen att lämna ifrån sig sitt livsverk. Den 8 november 1918 lämnade han så Svängsta och urfabriken. Hans hälsa var tidvis därefter sviktande och han kom att bosätta sig i Båstad i västra Skåne, där han också avled 25 april 1922.